# Julia Kowalski
Julia Kowalski est une réalisatrice française née en 1979.

## Biographie
Née en France de parents polonais, Julia Kowalski interroge à travers ses films son rapport à son pays d'origine, affinant sans cesse ses thèmes de prédilection : le milieu ouvrier, l’adolescence, la famille, la sexualité, alternant fictions et documentaires. Son premier long-métrage, Crache cœur a été présenté en 2016 à Cannes dans la sélection de l’ACID.
J'ai vu le visage du diable, à mi-chemin entre fiction et documentaire, raconte l'histoire folle d'une jeune Polonaise en proie à une crise de croyance. Ce film est le fruit des recherches menées pour l'écriture de son deuxième long-métrage actuellement en préparation, l'émancipation mystique d'une jeune femme en lutte avec son désir monstrueux.
En parallèle à ses films, Julia Kowalski enseigne la direction d'acteurs, dans différentes écoles de cinéma et de théâtre. Elle assure aussi des stages ou du coaching pour acteurs professionnels.

## Filmographie

### Courts métrages
- 2002 : Miedzylesie, au milieu des bois (documentaire sur les grands-parents de la réalisatrice )
- 2005 : Sans bruit
- 2006 : Bienvenue chez Maciek (série « Visages d'Europe » - Arte)
- 2007 : Art Factotum
- 2010 : Anton dans l'ombre (Antoni w cieniu)[1]
- 2012 : Musique de chambre[2]
- 2023 : J'ai vu le Visage du Diable

### Long métrage
- 2015 : Crache cœur
- 2025 : Que ma volonté soit faite

## Distinctions

### Récompenses
- 2012 : Mention spéciale du jury presse du festival Paris Courts Devants pour Musique de chambre

- 2013 : Grand prix du meilleur scénariste pour Crache cœur

- 2013 : Grand Prix du festival Paris Courts Devants pour Musique de chambre[réf. nécessaire]

- 2015 : Prix d'interprétation féminine pour Liv Henneguier au Festival international du film d'Amiens, pour Crache cœur

- 2016 : Prix du Jury jeune au festival Premiers Plans pour Crache Cœur

- 2023 : Prix Jean-Vigo 2023 pour J'ai vu le visage du diable
- 2023 : Grand Prix Fiction au festival Vila Do Condé 2023 pour J'ai vu le Visage du Diable[réf. nécessaire]
- 2023 : Grand Prix au Short Waves Film Festival de Poznan pour J'ai vu le Visage du Diable[réf. nécessaire]
- 2024 : Grand Prix de la compétition nationale du Festival du court métrage de Clermont-Ferrand 2024 pour J'ai vu le Visage du Diable

### Sélections
- 2015-2016 : Crache cœur - Festival de Cannes (Sélection ACID), Premiers Plans Angers 2016, Festival International du Film d'Amiens, Festival international du film de Busan (Corée), Women Make Waves Int'l Film Festival, Taiwan (WMWFF), Alice nella citta film festival, FILMFEST HAMBURG, Festival international du film francophone de Tübingen, Festival du film de Cottbus, Festival du film francophone de Grèce (Athènes et Thessalonique), New Horizons International Film Festival Wroclaw, Festival du film polonais de Gdynia, New York Polish Film Festival, Minneapolis St. Paul International Film Festival, Festival international du film de Vilnius, Crossing Europe Film Festival Linz...
- 2023 : J'ai Vu le Visage du Diable - Quinzaine des cinéastes (Cannes), Vila do Conde (Portugal) - BEST FICTION AWARD, Festival nouveau cinéma (Montréal), Queer Lisboa (Portugal), Everybody's Perfect (Genève), Festival du film polonais de Gdynia, Reykjavík International Film Festival (Islande), Mezipatra Queer Film Festival (République Tchèque), Alcine 52 (Madrid), Uppsala (Suède), Leeds International Film Festival (Royaume-Uni), Short Waves Poznań (Pologne) – GRAND PRIZE, Belo Horizonte International Short Film Festival (Brésil), Kino Athens (Grèce), Giallo Film Festival - Paris (France), Tramway Film Festival (Pologne), Janela Internacional de Cinema do Recife (Brésil), CRASH – 15th International Fantastic Film Festival (Brésil), Festival du court métrage de Clermont-Ferrand 2024 (France) - GRAND PRIX